# Ivanhoe (New South Wales)
Ivanhoe ist ein Dorf mit 162 Einwohnern im Verwaltungsgebiet Central Darling Shire in New South Wales in Australien, 800 Kilometer westlich von Sydney. Das Dorf wurde 1870 vom Schotten George Williamson gegründet, der ihm den Namen des Helden von Walter Scott, einem seiner Landsleute, gab. Es liegt an der Straße von Wilcannia am Darling River nach Balranald am Murrumbidgee und Booligal am Lachlan und diente daher als Zwischenstopp.
1925 wurde das Dorf an die Bahnstrecke Sydney–Broken Hill angeschlossen. Die Strecke wird heute vom Indian Pacific befahren.
Der Bevölkerungsmittelpunkt Australiens liegt 39 Kilometer östlich von Ivanhoe.